# Quaqua
 (décembre 2021).
La mise en forme du texte ne suit pas les recommandations de Wikipédia : il faut le « wikifier ».
Les points d'amélioration suivants sont les cas les plus fréquents. Le détail des points à revoir est peut-être précisé sur la page de discussion.
- Les titres sont pré-formatés par le logiciel. Ils ne sont ni en capitales, ni en gras.
- Le texte ne doit pas être écrit en capitales (les noms de famille non plus), ni en gras, ni en italique, ni en « petit »…
- Le gras n'est utilisé que pour surligner le titre de l'article dans l'introduction, une seule fois.
- L'italique est rarement utilisé : mots en langue étrangère, titres d'œuvres, noms de bateaux, etc.
- Les citations ne sont pas en italique mais en corps de texte normal. Elles sont entourées par des guillemets français : « et ».
- Les listes à puces sont à éviter, des paragraphes rédigés étant largement préférés. Les tableaux sont à réserver à la présentation de données structurées (résultats, etc.).
- Les appels de note de bas de page (petits chiffres en exposant, introduits par l'outil «  Source ») sont à placer entre la fin de phrase et le point final[comme ça].
- Les liens internes (vers d'autres articles de Wikipédia) sont à choisir avec parcimonie. Créez des liens vers des articles approfondissant le sujet. Les termes génériques sans rapport avec le sujet sont à éviter, ainsi que les répétitions de liens vers un même terme.
- Les liens externes sont à placer uniquement dans une section « Liens externes », à la fin de l'article. Ces liens sont à choisir avec parcimonie suivant les règles définies. Si un lien sert de source à l'article, son insertion dans le texte est à faire par les notes de bas de page.
- La présentation des références doit suivre les conventions bibliographiques. Il est recommandé d'utiliser les modèles {{Ouvrage}}, {{Chapitre}}, {{Article}}, {{Lien web}} et/ou {{Bibliographie}}. Le mode d'édition visuel peut mettre en forme automatiquement les références.
- Insérer une infobox (cadre d'informations à droite) n'est pas obligatoire pour parachever la mise en page.

Pour une aide détaillée, merci de consulter Aide:Wikification.
Si vous pensez que ces points ont été résolus, vous pouvez retirer ce bandeau et améliorer la mise en forme d'un autre article.
Genre
Synonymes
- Sarcophagophilus   Dinter

Quaqua est un genre de plantes à fleurs de la famille des Apocynaceae et à la tribu de plantes connues collectivement sous le nom de stapelias. Toutes les stapelias, y compris Quaqua, sont des succulentes à tige de l'Ancien Monde , .
Les espèces du genre Quaqua sont exceptionnellement variées et endémiques du sud-ouest de l'Afrique, et localement très communes au Namaqualand.

## Description

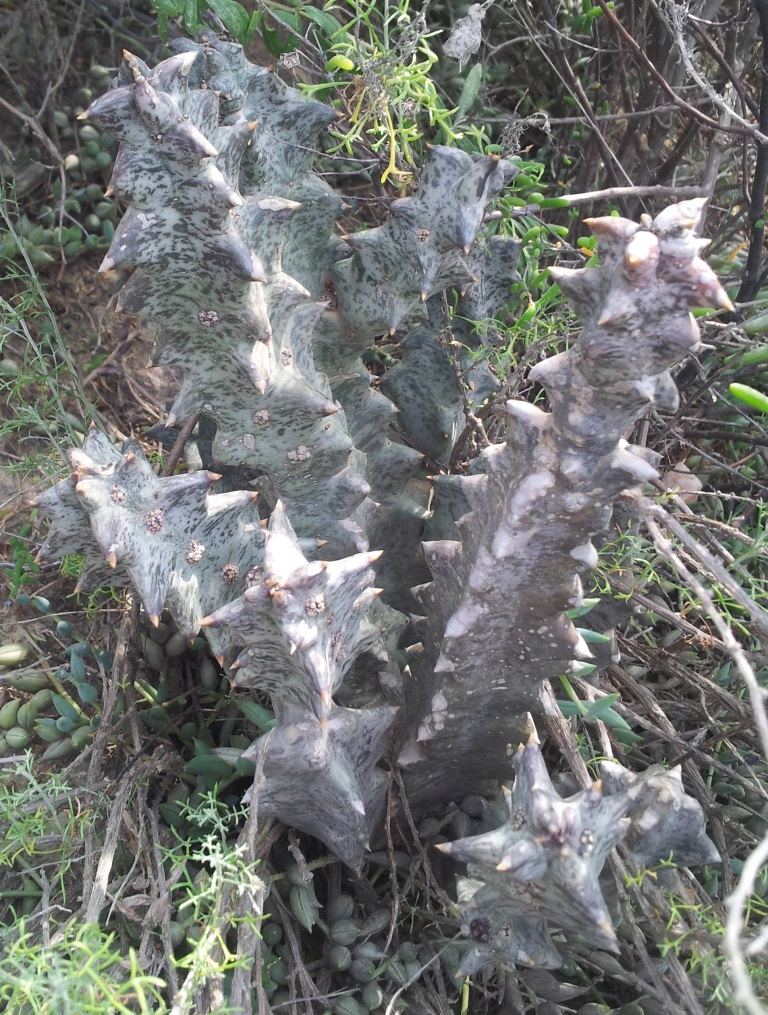
Quaqua pillansii, du Petit Karoo, a des tiges grises lisses et dressées.

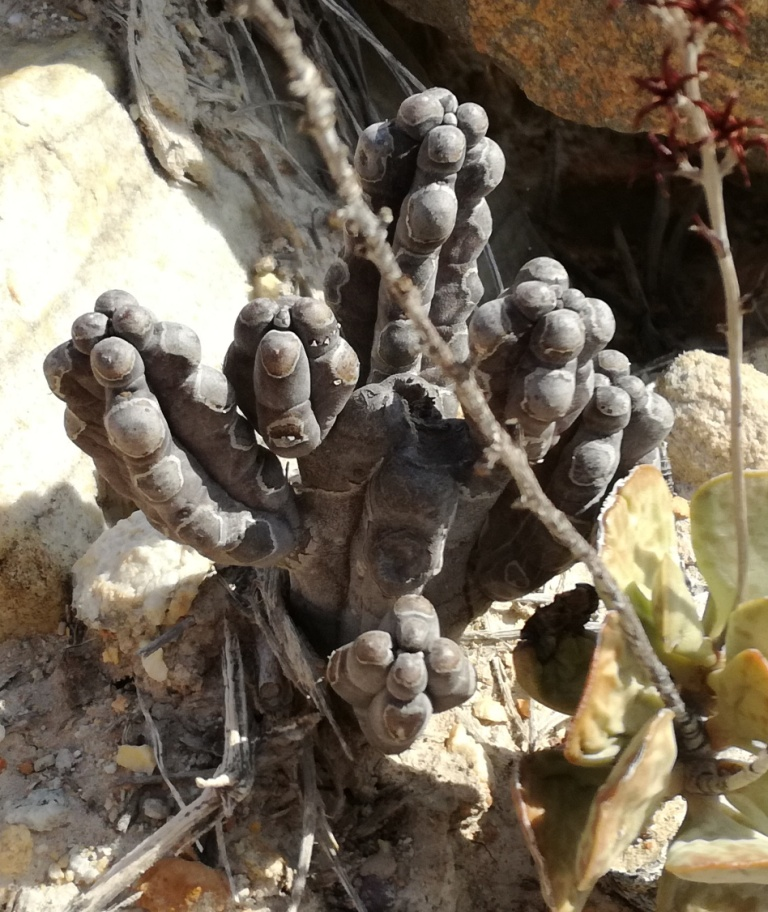
Quaqua ramosa, de l'ouest du Karoo, appelé localement "Ou Ram" ("vieux bélier"), est inhabituel d'avoir des tubercules arrondis au lieu des pointes «quaqua» typiques.

Les espèces de Quaqua se caractérisent généralement par des tiges robustes, fermes, à 4 ou 5 côtés portant des
tubercules coniques qui ont souvent une pointe dure et effilée à leurs extrémités. Quelques espèces n'ont pas d'épis ou ont des tubercules légèrement arrondis .
Les fleurs de Quaqua se distinguent de celles des autres stapéliacées d'Afrique australe par leurs nombreuses inflorescences émergeant de chaque tige, en particulier plus près des extrémités. Il y en a souvent une dizaine le long de chaque tige, disposés verticalement en séries distiques. Les fleurs de certaines espèces ont une odeur douce (délicate de miel ou de citron ), attrayantes et plutôt petites (entre 7 et 15 mm de diamètre). Les fleurs des autres espèces sont cependant plus grandes, atteignant un diamètre maximum de 27 mm et sont sombres, papillaires et ont généralement une odeur repoussante d'urine ou d'excréments. Ces espèces sont pollinisées par les mouches .

## Distribution
Dans la distribution, le genre Quaqua est limité à la région occidentale (pluies hivernales) de l'Afrique du Sud et de la Namibie. Sa distribution reflète étroitement celle du genre apparenté Tromotriche.

## Espèces
Le genre comprend les espèces suivantes :
- Quaqua acutiloba (N.E.Br.) Bruyns
- Quaqua albersii Plowes
- Quaqua arenicola (N.E.Br.) Plowes
- Quaqua arida (Masson) Plowes ex Bruyns
- Quaqua armata (N.E.Br.) Bruyns
- Quaqua aurea (C.A.Lückh.) Plowes
- Quaqua bayeriana (Bruyns) Plowes
- Quaqua cincta (C.A.Lückh.) Bruyns
- Quaqua framesii (Pillans) Bruyns
- Quaqua incarnata (L.f.) Bruyns
- Quaqua inversa (N.E.Br.) Bruyns
- Quaqua linearis (N.E.Br.) Bruyns
- Quaqua mammillaris (L.) Bruyns
- Quaqua multiflora (R.A.Dyer) Bruyns
- Quaqua pallens Bruyns
- Quaqua parviflora (Masson) Bruyns
- Quaqua pillansii (N.E.Br.) Bruyns
- Quaqua pruinosa (Masson) Bruyns
- Quaqua pulchra (Bruyns) Plowes
- Quaqua ramosa (Masson) Bruyns

Les espèces de ce genre peuvent être divisées en deux groupes principaux, en fonction de leur structure florale : un groupe porte des fleurs seules ou par paires ; l'autre porte des fleurs en grappes de 4 à 20. Les espèces du deuxième groupe peuvent à leur tour être divisées en deux sections : une avec des fleurs violettes à brun foncé plus larges que 25 mm (par ex. Quaqua mammillaris ou Quaqua pillansii ); l'autre avec des fleurs jaunes à crème plus étroites que 25 mm .